# Амир-Хамза (уцмий)
Амир-Хамза — уцмий Кайтага с 1751 по 1787 год. Сын Хан-Мухаммада и внук Ахмед-хана Большого. Значимый военный деятель в истории Дагестана и Закавказья XVIII века.

## Биография
Точная дата рождения Амир-Хамзы неизвестна, но известно, что он был одним из трёх сыновей Хан-Мухаммада — военачальника и по совместительству сына Ахмед-хана Большого. Хан-Мухаммад должен был стать уцмием после Ахмед-хана Большого, но он умер раньше своего отца. Амир-Хамза стал уцмием не сразу после смерти своего деда, так как были сложные семейные отношения в уцмийском доме. Первое упоминание об его правлении относится в 1751 году. Преемников на престол Кайтага было четверо (сыновья Хана-Мухаммада, Султан, Устар-хан, Амир-хамза, и сын Ахмед-хана Большого — Уллубий), но к чести тогдашних лидеров, удалось решить всё соглашением, все четыре претендента получили равные наследственные уделы, но уцмием Кайтага стал Амир-Хамза.
Умер 25 марта 1787 года. Его сразу заменил брат Устар-хан, но ненадолго. Вскоре и он умер, после чего началось правление Али-бека — сына Амир-Хамзы.

## Внешняя политика

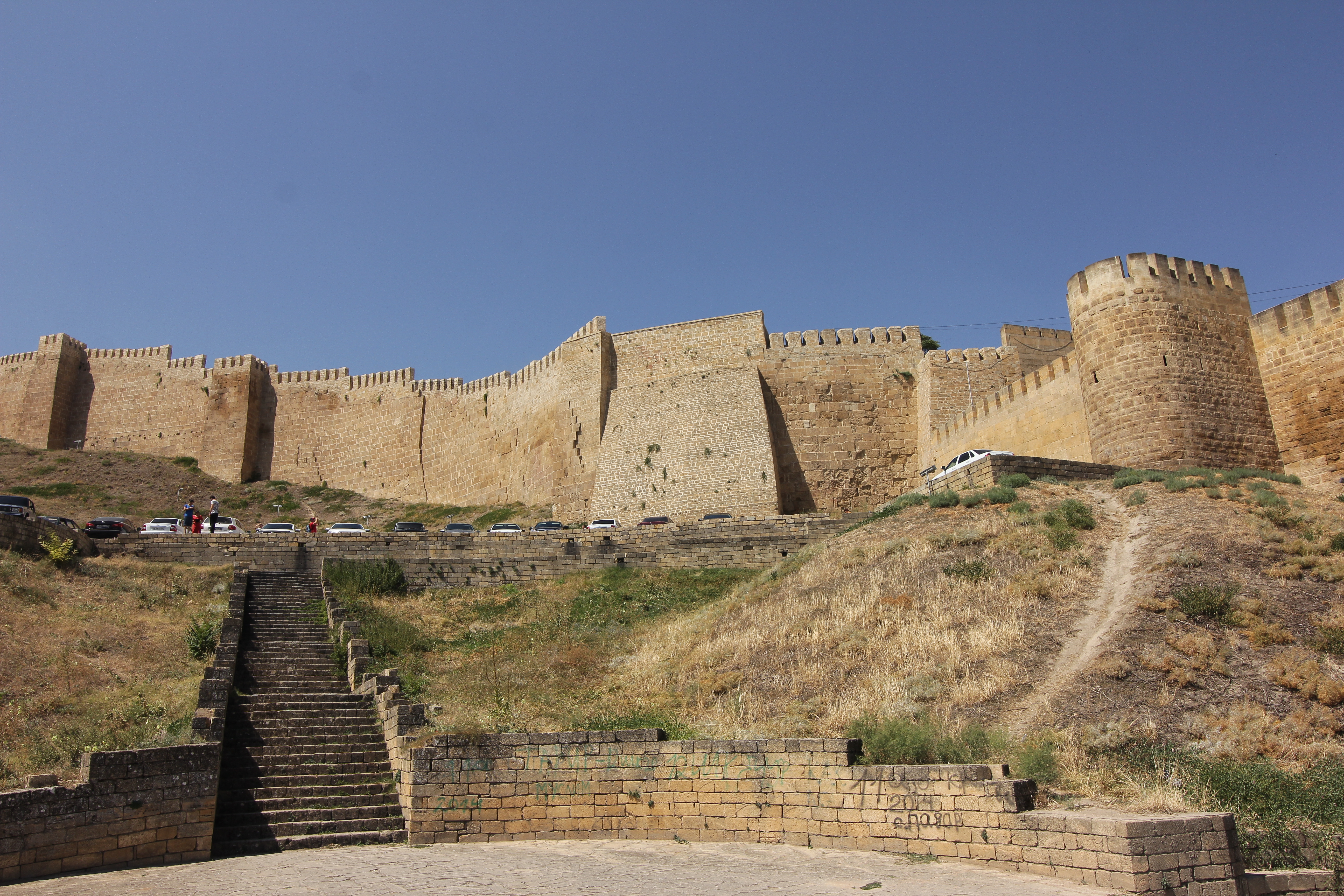
Дербентская крепость "Нарын-кала" в наше время

Во второй половине XVIII века ханом Кубы стал Фатали-хан. Для овладения городом Дербент он начал предлагать дагестанским феодалам совместные действия против Дербентского ханства, обещая богатые подарки, земли и доходы от взимания пошлин в Дербенте. Это предложение нашло поддержку у южнодагестанских владетелей и привело к установлению их союза с Кубинским ханством против Дербентского.
Уцмий Амир-Хамза, поддерживавший тесную связь с дербентским ханом и сохранявший с ним дружеские отношения, длительное время колебался и не вступал в союз против Дербента. Но неожиданно между дербентским ханом и уцмием возникла одна из типичных для той эпохи ссор. Этим воспользовался Фатали-хан, заключивший союз с уцмием. Взять Дербент, эту сильно укреплённую крепость, было нелегко. Путешественник С. Г. Гмелин отмечал, что Дербент было «... очень трудно брать приступом», что «замок дербентский есть большая цитадель».

Поэтому Фатали-хан приступил к осаде, пытаясь взять город измором. После длительной осады союзным войском помогло городское население, которое открыло городские ворота. Но союзники не сразу ввели свои войска в Дербент, по-видимому, опасаясь измены. Первым в Дербент по приказу Фатали-хана вступил уцмий Амир-Хамза с небольшим отрядом. Вслед за ним в город вступили и отряды Кубинского ханства. Всем остальным войскам было приказано оставаться на прежних позициях у стен Дербента. Овладев большей частью города, союзники предложили Мухаммеду Гусейн-хану добровольно сдать верхнюю крепость. На это хан не согласился, а потребовал:
«к себе для переговоров и учинения присяги, дабы ему по сдаче города ничего учинено не было, хайдацкого владельца, который потому послан был».
Есть сведения о том, что в этих переговорах Гусейн-хан не хотел сдавать город Кубинскому хану и пытался заключить соглашение с уцмием Амир-Хамзой на условиях совместного управления Дербентом. Но осуществить такие планы Гусейн-хану не удалось. «Дербентские жители единогласно сказали, что они не желают уцмию покорными быть и Дербент отдать, а хотят чтобы Дербент принял Кубинский хан и ему покоряться». Шамхала Муртаз-али и табасаранского кадия не устраивали вознаграждения Фатали, которые они считали малыми. Возможно, это обстоятельство послужило поводом к разрыву отношений между шамхалом Муртузали и Фатали-ханом. Поэтому, в начавшейся вскоре после этих событий борьбе между шамхалом тарковским Муртузали и казанищенским Тишсиз Баматом, кубинский и дербентский Фатали-хан и уцмий Амир-Хамза оказались на стороне Тишсиз Бамата.
Между тем в Дагестане началось новое противостояние между владетелями — они поддерживают двух разных претендентов на шамхальское достоинство. В этой междоусобной борьбе за шамхальскую власть в начале 60-х годов уцмий Амир-Хамза вместе с Фатали-ханом, кумыкскими владетелями Темир Хамзином и Алиш Хамзином и аварским правителем Нуцал-ханом выступил на стороне Тишсиз Бамата. В коалицию шамхала Муртузали были втянуты его брат, буйнакский владетель Бамат, акушинцы и кази-кумухский Магомед-хан, выступление которого на стороне шамхала мотивировалось тем, что усиливающееся Кубинское ханство напрямую угрожало его интересам в Южном Дагестане. Таким образом, в междоусобную борьбу за власть в шамхальстве Тарковском оказались вовлечены все крупные владетели Дагестана. Влиятельными лицами Дагестана была сделана попытка примирить обе враждующие стороны: шамхала Муртузали и казанищенского Тишсиз Бамата. Однако эта попытка не удалась. Шамхал Муртузали отверг требование Тишсиз Бамата дать ему «из всего имения и подвластных половинную часть», заявив, чтобы «он, Бамат, будучи по нем младшим, жил с покоем и владел с ним обще».
Междоусобная борьба в шамхальстве способствовала улучшению взаимоотношений Кайтагского уцмийства с одними дагестанскими владениями и, наоборот, ухудшению с другими, с такими как Кази-кумухское ханство. Междоусобная борьба дагестанских владетелей пошла на спад лишь к концу 1763 года. Несмотря на поддержку своих союзников, Тишсиз Бамату не удалось сохранить власть в шамхальстве, которая перешла в руки Муртузали.

## Война против Фатали-хана
Во второй половине 60-х годов XVIII века в Дагестане складывается новая коалиция, направленная против кубинского хана Фатали-хана, которую возглавил уцмий Амир-Хамза. Недавний союзник Фатали-хана, щедро награждённый за помощь, оказанную в период борьбы за Дербент, действовавший в союзе с ханом против шамкала Муртузали, Амир-Хамза оказался в числе его противников. Причин для этого было достаточно. Прежде всего, уцмия кайтагского беспокоило усиление Кубинского ханства. Помимо этого, Фатали-хан не выполнил своё обещание, данное уцмию: выдать за него свою сестру Хадидже-бике. Отказ уцмий получает, будучи в Кубе у Фатали-хана. По дороге в Кайтаг, уцмий под предлогом повидать свою сестру входит в Дербент, туда же входит и 2000 его воинов при помощи дербентского бека Ильяса. Узнав об этом, Фатали-хан тотчас же двинул свои войска на Дербент. По свидетельству ротмистра А. Киреева, ханское войско сумело захватить уцмия врасплох. В это время на помощь уцмию из Кайтага двинулся отряд, но был разбит войсками шамхала Муртузали, который ещё в начале инцидента расположил свои силы около Дербента. Брат Амир-Хамзы собрал ещё два отряда и подступил к Дербенту, но их настигла та же участь. Согласно данным русских резидентов, Устар-хан с остатками войска всё же сумел прорваться в Дербент и соединиться с братом, но там они были окончательно разгромлены: 
«Усмий пронырством своим с братом и четыре человека ушли...». 
И. Ганджинский сообщал о трёхдневных боях за Дербент.
В результате неудачного похода на Дербент уцмий лишился прав сбора таможенных пошлин в Дербент и доходов получаемых с деревень, ранее полученных им от Фатали-хана, за исключением деревни Малахолил. Отношения Кайтагского уцмийства с Аварским нуцальством были заметно лучше. Мухаммад-нуцал, узнав о событиях в Дербенте, сразу же прибыл туда и сыграл посредническую роль в разрешении конфликта, благодаря чему за уцмием сохранилось село Малахолил. Однако посреднические услуги аварского владетеля не принесли существенных результатов. Через год после тех дербентских событий уцмий собрав ополчение, разорил несколько сёл принадлежавших дербентскому и кубинскому хану, после чего Фатали-хан захватил столицу уцмийства село Башлы, а сам уцмий перебрался из Башлы в Чумли.
Успешные взаимоотношения у уцмия складывались с Рустам-кади Табасаранским. Он являлся племянником уцмия. Поэтому Рустам-кади в вопросах внешнеполитического характера опирался на дядю, что создавало дополнительное преимущество для уцмия в борьбе с Фатали-ханом. Существенным и было то, что в кадийских владениях, у села Дюбек, находилось ущелье, позволяющее обойти дербентскую преграду.
В 1768 году Фатали-хан со своим азербайджанским союзником Гусейном из Шеки захватил Шемахи и поделил с ним Ширван. Усиление и расширение Кубинского ханства сильно беспокоило соседних с ним дагестанских и азербайджанских владетелей. Летом 1770 года Фатали-хану удалось собрать в Дербенте дагестанских владетелей, где он предложил им низвергнуть Магомед-хана Казикумухского и поставить на его место тоже выходца из Гази-Кумуха, своего союзника Эльдар-бека. Осуществление такого плана могло ещё больше усилить власть и влияние Фатали-хана, как в Дагестане, так и за его пределами. Но такой план Фатали-хана больше напугал дагестанских владетелей, чем их привлёк, начали складываться антикубинские коалиции, но союзниками Фатали в Дагестане всё ещё оставались Шамхальство, Акуша-Дарго и другие. К тому же от него отошёл картли-кахетинский царь Ираклий II, который ранее поддержал захват им Шемахи. В последующие годы противоречия Фатали-хана с соседними владениями усиливались, пока не переросли в военные действия. В 1773 году войска Шеки, Карабаха и Аварии выступили против Фатали-хана и захватили Шемаху. Фатали-хан отступил в Кубу.
Изгнанный из Шемахи Фатали-хан вернулся с кубинскими и бакинскими ополчениями, а также с войском акушинцев, таркинцев и бойнакцев. Объединённые войска Гусейн-хана Шекинского и братьев аварского нуцала — Булана и Магомед-Мирзы были разбиты, причём «Булан и Магомед-Мирза пали на поле сражения», а «их люди бежали обратно».
Узнав об этом, брат погибших, аварский нуцал Мухаммад-хан устремился к Шемахе и, соединившись с Агаси-ханом, занял её. Тогда Фатали-хан, призвав на помощь своих союзников, ударил по врагу. «Выше старого города, в тесной местности» произошла жестокая битва. Войска Агаси-хана разбежались, а «Нуцал-хан с отрядом, прибывшим с ним из Аварии, сильно и стойко оборонялся, но под конец был разбит». И тогда он предложил переговоры. Фатали-хан обещал безопасность, остановил сражение и пригласил Мухаммада-нуцала к себе. Во время переговоров Нуцал был убит. Согласно профессору Р. М. Магомедову, гибель последнего из братьев нуцалов потрясла всех феодалов Дагестана. Здесь стал быстро складываться «антикубинский блок».

### Гавдушанское сражение, последствия
В середине 1774 году «казанищевской владелец Тишсиз Бамат с Хайдацким уцмием и женгутайского владельца Али-Солтана братом Ахматом, с набранными из горцев войском тысячах в 6 по дозволению табасаранского кадия прошли через Табасаранскую дер. в Персию далее Дербента, для разорения кубинского Фетали-хана». Опередив остальных, уцмий первым вышел к Кубе, но, оказавшись в тяжёлом положении из-за наступления Фатали-хана, отступил к деревне Худат в местности Гавдушан. Но вскоре он и здесь оказался окружённым войсками Фатали-хана. Не видя выхода, уцмий направил хану письмо, где готов был признать свою вину, просил простить ему прежние набеги и пропустить назад в Кайтаг. Фатали-хан в ответ дал знать, что прощает ему всё и отпускает его назад. Когда уцмий направился обратно в своё владение, окружение Фатали-хана стало настаивать на том, чтобы раз и навсегда покончить с уцмием, так как другого такого случая у них больше не будет. Тем самым Фатали-хан «дал себя уговорить»: он позволил внезапно напасть на уходящего уцмия. И «в то же мгновение погнались с 1000 человек вслед за уцмием». Амир-Хамза, увидя всё это, «расположился в сопротивление им так исправно, что разбил всех и гнал до лагеря Фатали-хана, видя гибель свою, от отчаянности разбежалось в разные места своей провинции, сам Фатали-хан, с малым числом чиновников своих убежал в свою ж провинцию в Сальяны». Так описывает майор А.Г. Серебров спустя 20 лет это сражение. Не расходится с ним и А.-К. Бакиханов: 
«... счастье клонилось сначала в сторону Фет-Али-хана, но Али-бек, храбрый сын усмия, так быстро ударил на центр неприятельских войск, что победа присоединилась к его мужеству».
По мнению Р. М. Магомедова, основную роль в Гавдушанской победе сыграли кайтагцы, на помощь которым вовремя подошли табасаранские беки и Тишсиз-Бамат. То же самое подтверждают и надписи, сделанные на полях религиозной книги, найденной в села Ахты. Потери с обеих сторон были значительными. Среди погибших были Тишсиз-Бамат, Эльдар-бек и майсум Шейхали-бек. Поражение Фатали-хана было настолько сильным, что он не смог отстоять даже свою столицу — Кубу. Кубу захватил Магомед-хан Кази-кумухский — союзник уцмия по коалиции. Уцмий, узнав, что Куба захвачена Магомед-ханом, двинулся на Баку, но не смог взять эту сильную крепость. Потерпев неудачу в Баку, он делает попытку захватить Дербент, но тоже неудачно. Тогда уцмий организовал его осаду, разместив свои войска в Мюшкюре и на Каферинской равнине к северу от Дербента. Поражение в Гавдушанской битве чуть ли не обернулось для Фатали-хана политическим крахом. В одночасье он лишился значительной территории своего государства. В это тяжёлое для себя время он неоднократно обращался к России с просьбой о помощи и принятии его в подданство 
«Усми, Кайтагский, Магомед Хан Казы Кумыцкой, Усми Эварской, Кади Табасаранской, Али Султан джунгеталинский и Мугамед Диш Сыз, соединясь и согласясь учиня на меня богомольца за превечный императорской ваш двор нападение разорив оставили во владении у меня только город Дербент, Саляны и Муган, а Кубы, Кулгана, Ширван и всех принадлежащих к ним уездов по самую реку Куру лишили...».
Шамхал Муртузали, союзник Фатали-хана, пытался помочь ему, но не смог. В январе 1775 года он также обратился к России «с прошением и вспомоществления против хайдацкого уцмия и его сообщников».

## Российское вмешательство
После победы сил Амир-Хамзы в Гавдушанском сражении Фатали-Хан обратился к России «с прошением и вспомоществления против хайдацкого уцмия и его сообщников».
Учитывая, что окончательный разгром Фатали-хана, сторонника России, нанесёт ущерб интересам империи в этом регионе, кавказское командование потребовало от владетелей Дагестана, входивших в антикубинскую коалицию, прекратить военные действия против Фатали-хана.
Вмешательство России раскололо блок дагестанских владетелей, что явилось большой военно-политической помощью Фатали-хану.
Официальным предлогом для вмешательства в конфликт российское правительство объявило смерть действительного члена Российской академии наук С.Г. Гмелина, которого задержал Амир-Гамза в 1774 году. Захватив Гмелина, уцмий надеялся получить выкуп в 30 000 руб от царского правительства. Пока шли переговоры с российской стороной, «Гмелин от тревог, волнений и дурного питания скончался в плену 27 июля того же года».
В связи с этим, «Екатерина II дала повеление командовавшему войсками на Кавказской линии генералу И.Ф. де Медему наказать уцмия Амир-Хамзу так, чтобы внушить уважение и страх к российскому оружию». В действительности же царское командование, направляя войска стремились расширить сферу российского политического влияния, укрепить пошатнувшееся положение ориентирующихся на Россию местных феодалов и восстановить свой престиж наказанием уцмия..
В начале марта 1775 году де Медем выступил из Кизляра с 3-мя тысячами регулярных и 2-мя тысячами иррегулярных войск в Дагестан по направлению к Дербенту, который уже девять месяцев осаждался войсками уцмия. К наступающим русским войскам присоединился и шамхал Муртузали с отрядом несколько тысяч воинов. 28 марта де Медем достиг урочища Иран-Хараб и расположился на месте бывшего лагеря Надир-шаха. Уцмий бросил осаду Дербента и напал на де Мадема, но был разбит, после чего отступил. Фатали-хан после этого с войском прибыл в русский лагерь и присоединился к русским войскам для продолжения борьбы против уцмия Кайтага и его союзников. 10 мая 1775 года часть русских войск, к которым присоединился Фатали-хан, двинулась во главе с майором Криднером из Иран-Хараба в Кара-Кайтаг и Табасаран, остальные войска под предводительством де Медема с отрядами шамхала Муртузали двинулись в другие районы Южного Дагестана. Войска майора Криднера и Фатали-хана разбили уцмия и его союзника казикумухского Магомед-хана, а затем вступили в Табасаран. А. К. Бакиханов отмечал, что неприятель «...ниже Башлы напал на русский отряд, будучи уверенным, что своей кавалерией без затруднения сломает ряды пехоты, которую в первый раз видел перед собой; но действием артиллерии был опрокинут с величайшим уроном и обратился в бегство... Магомед хан казикумухский был разбит... Фатали-хан с русскими двинулся в Верхний Табасаран, на урочище Калук. Табасаранцы, надеясь на своё крепкое местоположение, вздумали защищаться, но после кратковременного сопротивления были рассеяны». Однако отряд Криднера в верхнем Табасаране попал в окружение и понёс потери. Таким образом, антикубинская коалиция дагестанских владетелей была разгромлена. Участникам коалиции пришлось идти на заключение мирного соглашения. Но уцмий, табасаранский кади и другие владетели выставили одно условие — чтобы Фатали-хан «не в Дербенте, а в Кубе, в его принадлежащем месте был и аманатов дать в состоянии, и быть верными во всём удовольствии сделают». В рапорте Екатерине II де Медем просил указаний правительства. Уцмий и кадий объявили, писал он в Петербург, что «... имеет неудовольствие на дербентского Фатали-хана в имеющейся у них между собой вражде» и хотят Дербент отторгнуть от Кубы, но российское правительство решительно заявило о недопустимости перехода Дербента под власть уцмия и его союзников. В рескрипте Екатерины II де Медему от 5 октября 1775 года говорилось: «Поручается вам, сыскав безопасный способ, дать знать ему, уцмию, чтобы он город Дербент оставил без всякого на него неприятельского покушения и в спокойном владении своего хана..». Военные действия в Южном Дагестане были приостановлены. 

Иван Фёдорович де Медем (Иоганн Фридрих фон Медем)

Таким образом, с помощью России Фатали-хан восстановил своё пошатнувшееся положение и усилил влияние на Восточный Кавказ. После вывода основной части русских войск из Дагестана, в майсумстве Табасарском власть захватил Али-Кули-Саид, который убил майсума Новруз-бека и двух его сыновей, тесно связанных с Кубинским ханством. Фатали-хан требовал изгнания узурпатора. Де Медем в этом деле был на стороне Фатали-хана и в письме в Коллегию иностранных дел сообщал: «необходимо майсумом Южного Табасаран поставить Магомед Гусейн-бека». Правительство одобрило это предложение и дало указание «на максютское владение восстановить начальником надёжного человека».
Уцмий и кадий не только не согласились с требованием о назначении майсумом Магомед-Гусейн-бека, но и заявили, что после ухода русских войск, «... они его поставленного убьют».Только своевременная помощь Кубинского ханства, пославшего в Табасаран вооружённые отряды, сохранила жизнь Магомед-Гусейн-беку, а угроза со стороны российского командования ответить репрессиями на неподчинения заставила уцмия и кадия смириться. С помощью России Фатали-хану удалось одержать победу в этой борьбе за власть в майсумстве.
Кубинский хан, заманив ставленника уцмия и кадия в Дербент, арестовал его. Вслед за тем войска Фатали-хана вступили в майсумство, где к власти пришёл Магомед-Гусейн-хан.
В 1776 году Магомед-хан Казикумухский потребовал присоединения к своим владениям части Кулгана. Используя это требование как предлог к возобновлению борьбы против Фатали-хана, многие дагестанские владетели, в том числе и уцмий Амир-Хамза, стали готовиться к нападению на Кубу. Антикубинскую коалицию на этот раз возглавил Магомед-хан Казикумухский. Однако их планы были расстроены вмешательством России. По указанию из Петербурга, кизлярский комендант дал знать казикумухскому правителю, чтобы тот «остался бы спокойно при своём владении».
Понимая, что усугубление конфликта угрожает вмешательством России, союзники вынуждены были отказаться от планов нападения на Кубинское ханство.
Таким образом, вмешательство России в конфликт южнодагестанских владетелей с Кубинским ханством привело к распаду антикубинской коалиции, которую возглавлял уцмий, ослаблению позиции в регионе как уцмия, так и его союзников и, наоборот, укреплению позиций России и ориентирующегося на неё Кубинского ханства.

## Отношения с Ираном, поход уцмия 1778 года

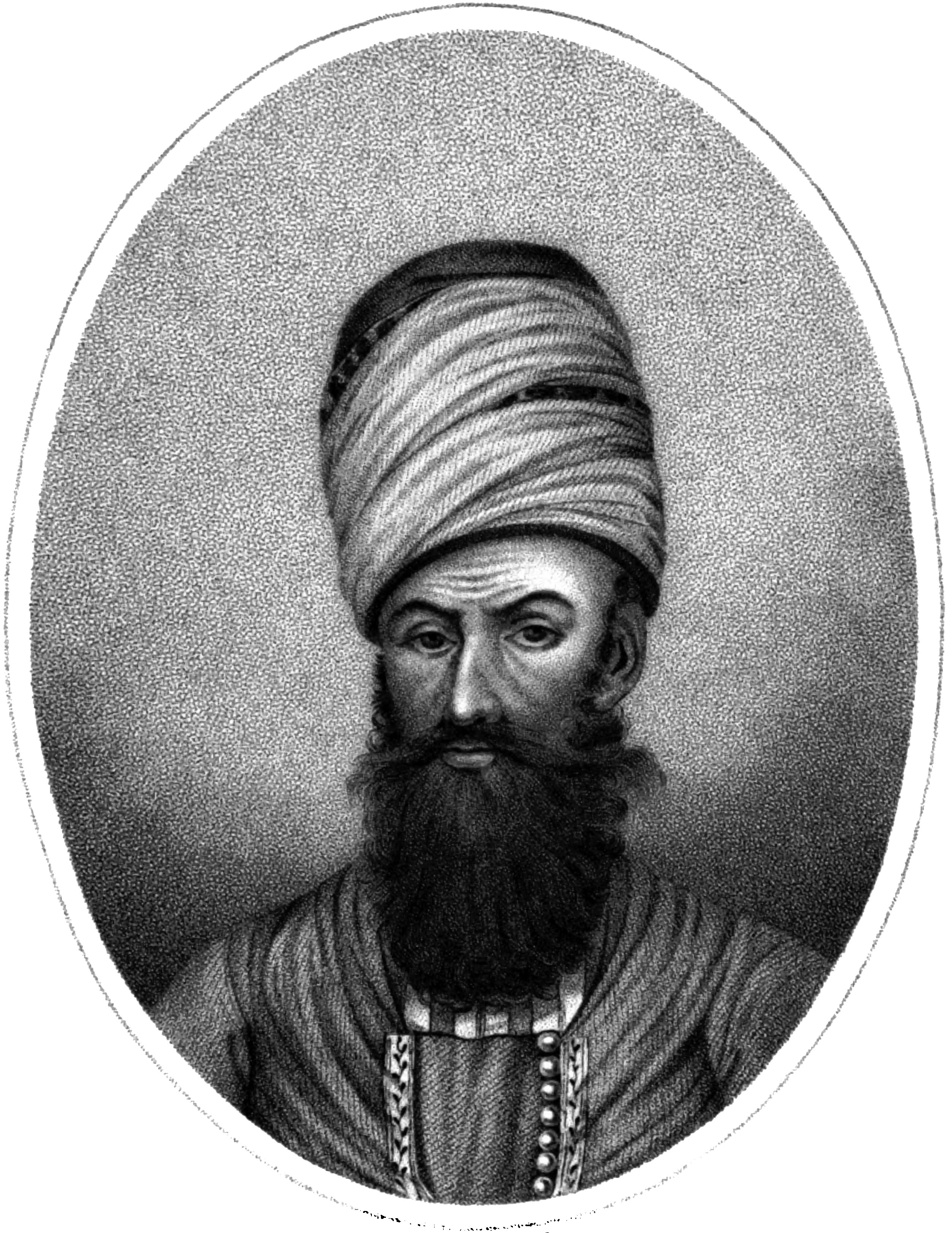
Портрет Керим-хана Зенд Мохаммада

Тогдашний временный правитель (векил) Ирана, Керим-хан Зенд с опасением смотрел, как азербайджанские земли объединяются под властью Фатали, и, как тот сближается с Россией. Он начал действовать. Он вместе с турками потребовал вывода русских войск из Дербента и Дагестана. Когда Керим-хан начал искать врагов Фатали в тылу, он выбрал Амир-Хамзу, летом 1777 года он через Гедаят-хана прислал Амир-Гамзе подарки, различные товары на большую сумму. Через год в 1778 году к уцмию вновь прибыли подарки от гилянского хана. Керим хан попросил уцмия помочь в походе на Грузию, его двоюродному брату Заки-хану. Но поход провалился, так как был разнесён слух о смерти Керим-хана, это лишало политического смысла этого похода. Под его командованием оставалось трёх тысяч конницы, с этим войском он направился на юг, где успешно действовал его союзник Гидаят-хан разгромивший талышского хана.
Гасан Алкадари описывал этот поход так:
«Кара кайтахский уцмий Амир-Гамза собрав до трёх тысяч конницы, прошёл через Дербент, Кубинский уезд, Ширван, двинулся на город Ардебиль, велел разграбить, а потом с имуществом и обильной провизией повернули оттуда на Гянджу. Точно так же, разграбив город Гянджу и перебив там людей, оказавших сопротивление, он отправился в Нухинский уезд, а оттуда, прибыв по Ахтынской дороге, прошёл через Кюринский округ в Табасаран и вернулся в своё владение».
Р. Магомедов отмечал, что этот поход должен был сильно поднять престиж уцмия. В этом успехе ему большую помощь оказали акушинцы, участвовавшие в этом походе. На самом деле, как писал А. К. Бакиханов, «ни один из владетелей областей, через которые он проходил, не смел противиться ему, а некоторые старались задобрить его подарками, отклонить таким образом от своих владений».

## Оценки правления
За время своего правления он больше проявил себя во внешней политике, чем во внутренней. Р. М. Магомедов писал, что при нём заметен усиливающийся удельный распад Кайтага.
Отмечая черты его характера, Я. Райнеггс писал: «Он мстителен в его гневу и столь искусно умеет повелевать наружностью лица своего, что терзается внутренно злобою, мщением и ненавистию, показывает такой вид, как будто бы он хотел щастливым зделать тех, коим, может быть, в то же мгновение ока смертию в мыслях своих угрожает». Я. Рейнеггс хорошо подметил умение уцмия скрывать своё истинное лицо. «Он учтив безмерно, – писал он, – и когда советами, покровительством или властию своею вызывается помогать несогласным сторонам, то всякой подумает, что он за них всеми своими силами хочет жертвовать, однако он знает вернейшие средства по получении своих выгод, кои были единственно причиною ссоры, которую ему же и решать надлежало».
При нём внешняя политика достигает необычайно широкого размаха. Кадийство табасаранское оказалось под его прямым влиянием. Майор Д. И. Тихонов даже отмечал в 1796 году, что северотабасаранское общество Дюбек входило в состав уцмийства.
Военно-политические акции Амир-Гамзы простирались за пределы Ардебиля и Гянджи, влияя на судьбы Гиляна и Карабаха... если время правления его деда Ахмед-хана-уцмия было периодом постепенного внутреннего подъёма и консолидации Уцми-Дарго, то время 36-летнего правления Амир-Хамзы стало периодом наибольшего подъёма (после XIV в.) внешнего влияния уцмийского княжества как в дагестанских делах, так и за пределами Дагестана
Р. М. Магомедов